# Кулак-Кучес
Кулак-Кучес — деревня в Шарканском районе Удмуртской республики.

## География
Находится в центральной части Удмуртии на расстоянии приблизительно 16 км на запад-северо-запад по прямой от районного центра села Шаркан.

## История
Основана в 1866 года выходцами из Верхнего Корякина, в 1893 здесь (починок Кулаккучес или Кулаковский) 26 дворов, в 1905 — 36, в 1924 (уже деревня Кулак-Кучес) — 38. До 2021 года входила в состав Вортчинского сельского поселения.

## Население
Постоянное население составляло 205 человек (1893, удмурты), 277 (1905), 230 (1924), 138 человек в 2002 году (удмурты 99 %), 113 в 2012.